# Sorbus dunnii
Sorbus dunnii är en rosväxtart som beskrevs av Alfred Rehder. Sorbus dunnii ingår i släktet oxlar, och familjen rosväxter. Inga underarter finns listade i Catalogue of Life.